# Писигин, Валерий Фридрихович
Валерий Фридрихович Писигин (род. 21 сентября 1957, Челябинск) — писатель, историк, исследователь англо-американской музыки. В прошлом политический и общественный деятель, публицист, один из лидеров и идеологов Кооперативного движения в СССР времён «Перестройки».

## Биография
Детство провел на Украине, в городе Гайсин Винницкой области, где учился в школе № 2 с 1965 по 1967 г. Среднюю школу окончил в Свердловске, там же — техническое училище при Машиностроительном заводе им. Калинина.
В 1975—1977 гг. служил в Черёхе (Псков), в 104-м гвардейском парашютно-десантном полку. После армии работал электромонтёром в Свердловском театре юного зрителя, плотником-бетонщиком в Сургуте и на Северном Кавказе, в Кисловодске. С 1979 по 1993 год проживал в Набережных Челнах, республика Татарстан. Проработал девять лет дежурным слесарем на ТЭЦ КамАЗа.
В 1982 г. в Набережных Челнах вместе с единомышленниками основал политический клуб, поставивший целью формирование гражданского общества и построение демократического государства. С 1987 года политклуб носил имя Николая Бухарина, за политическую реабилитацию которого боролись члены клуба, написав письмо в Политбюро ЦК КПСС.
1988—1993 гг. — президент Межрегиональной кооперативной федерации СССР (МКФ). 1992—1993 гг. — заместитель президента Лиги предпринимателей и кооператоров РФ. 1988—1993 гг. — сопредседатель фонда им. Н. Бухарина. 1991—1993 гг. — основатель и главный редактор Провинциального еженедельника «Континент», отстаивавшего интересы малого и среднего бизнеса. Автор многочисленных публикаций в центральной и провинциальной прессе.
В сентябре 1989 г. по частному приглашению Кароля Модзелевского, одного из идеологов и лидеров польского независимого профсоюза «Солидарность», побывал в Польше, где встречался с Яцеком Куронем, Адамом Михником, Владиславом Фрасынюком и другими деятелями. Беседы с этими крупными фигурами польских демократических реформ опубликованы в отечественной и зарубежной прессе, а также вышли книгой «Политические беседы. Польша 1989».
В 1990 г. окончил заочно Казанский государственный университет, специальность — историк, преподаватель истории и обществоведения. В 1988—1990 гг. выступал с докладами на общесоюзных и международных симпозиумах, научных конференциях в том числе в Германии (Вупперталь), Франции (Гренобль, Ле-Ман), Бразилии (Сан-Паулу).
В феврале 1992 г. избран в Совет Учредителей еженедельника «Московские Новости».
В 1992 г. входил в Президентский консультативный совет при Президенте Российской Федерации Б. Н. Ельцине.
В ноябре 1992 г. выступал с лекциями о реформах и развитии предпринимательства в российской провинции в Колумбийском и Принстонском университетах, а также в Университете Дьюка в Северной Каролине и в Далласском университете в Техасе.
В январе 1993 г. выступил с докладом «Будущее демократии в России» на конференции «Америка и Россия в будущем» (America and the Russian Future), Вашингтон, США.; в декабре 1994 г. — с докладом на конференции «Куда нас ведет Россия?», организованной французским журналом «Le Monde diplomatique» в городе Ле-Ман (Le Mans).
В 1995—1996 гг. в составе избирательного штаба участвовал в избирательных кампаниях партии «Яблоко» и Г. А. Явлинского в Государственную думу и на пост президента РФ.
В 1995—2001 гг. публиковался в журналах «Новый Мир» и «Октябрь».
В 2001—2007 гг. исследовал послевоенное фолк-возрождение, результатом чего стали пять книг под общим названием «Очерки об англо-американской музыке 50-х и 60-х годов XX века».
В настоящее время работает над серией книг «Пришествие блюза».
С 2004 года проживает в Финляндии.

## Книги
- Политические беседы. Польша 1989. — М., 2014. — 176 с. — ISBN 978-5-9902482-8-1.; см. также  Архивная копия от 28 февраля 2014 на Wayback Machine.
- Свободное предпринимательство: препоны и надежды. Сборник статей. Предисл. М. Я. Гефтера. — Ульяновск: «Симбирская книга», 1992 Архивная копия от 21 марта 2016 на Wayback Machine. — ISBN 5-8426-0085-4.
- Опыт несостоявшегося советчика. — Пятигорск, 1993. Архивная копия от 31 декабря 2014 на Wayback Machine
- Хроники безвременья. — М.:Рудомино, 1995. — 199 с. Архивная копия от 31 декабря 2014 на Wayback Machine — ISBN 5-7380-0039-0.
- Заповедник для динозавров. (Совместно с Л. В. Карпинским). — М.: ЭПИЦентр, 1996. — 144 с. Архивная копия от 31 декабря 2014 на Wayback Machine — ISBN 5-89069-003-5.
- Путешествие из Москвы в Санкт-Петербург. — М.: ЭПИЦентр, 1997. — 207 с. Архивная копия от 31 декабря 2014 на Wayback Machine — ISBN 5-89069-005-1.
- Эхо пушкинской строки. — М.: ЭПИЦентр, 1998. — 207 с. Архивная копия от 31 декабря 2014 на Wayback Machine — ISBN 5-89069-006-X.
- Две Дороги. — М.: ЭПИЦентр, 1999. — 268 с. Архивная копия от 31 декабря 2014 на Wayback Machine — ISBN 5-89069-006-X.
- Посолонь. (Письма с Чукотки). — М.: ЭПИЦентр, 2001. — 460 с. Архивная копия от 21 сентября 2016 на Wayback Machine — ISBN 5-89069-052-3.
- Очерки об англо-американской музыке 50-х и 60-х годов XX века. Т. 1. — М.: ЭПИЦентр, 2003. — 264 с. Архивная копия от 31 декабря 2014 на Wayback Machine — ISBN 5-89069-073-6.
- Очерки об англо-американской музыке 50-х и 60-х годов XX века. Т. 2. — М.: ЭПИЦентр, 2004. — 408 с. Архивная копия от 31 декабря 2014 на Wayback Machine — ISBN 5-89069-091-4.
- Очерки об англо-американской музыке 50-х и 60-х годов XX века. Т. 3. — М.: Сельцо Михайловское, 2005. — 279 с. Архивная копия от 31 декабря 2014 на Wayback Machine — ISBN 5-98179-013-X.
- Очерки об англо-американской музыке 50-х и 60-х годов XX века. Т. 4. — М.: Империум Пресс, 2006. — 328 с. Архивная копия от 31 декабря 2014 на Wayback Machine — ISBN 5-98179-040-7.
- Очерки об англо-американской музыке 50-х и 60-х годов XX века. Т. 5. — М.: Империум Пресс, 2007. — 384 с. Архивная копия от 31 декабря 2014 на Wayback Machine — ISBN 5-98179-040-7.
- Пришествие блюза. Т. 1. Country Blues. Delta Blues, vol.1. — М.: Империум Пресс, 2009. — 464 с. Архивная копия от 31 декабря 2014 на Wayback Machine — ISBN 978-5-9622-0024-8.
- Пришествие блюза. Т. 2. Country Blues. Delta Blues, vol.2. — M.: 2010. — 320 с. Архивная копия от 31 декабря 2014 на Wayback Machine — ISBN 978-5-9902482-1-2.
- Пришествие блюза. Т. 3. Country Blues. Delta Blues, vol.3. По следам Чарли Пэттона. — M.: 2012. — 400 с. Архивная копия от 31 декабря 2014 на Wayback Machine — ISBN 978-5-9902482-4-3.
- Пришествие блюза. Т. 4. Country Blues. Blind Lemon Jefferson. — M.: 2013. — 320 с. Архивная копия от 31 декабря 2014 на Wayback Machine — ISBN 978-5-9902482-7-4.
- Пришествие блюза. Т. 5. Country Blues. Великие слепые. Часть первая: Блайнд Вилли Джонсон. Архивная копия от 17 августа 2015 на Wayback Machine